# Parandra pinchoni
Parandra pinchoni är en skalbaggsart som beskrevs av Jean François Villiers 1979. Parandra pinchoni ingår i släktet Parandra och familjen långhorningar.
Artens utbredningsområde är:
- Guadeloupe.
- Dominica.
- Martinique.

Inga underarter finns listade i Catalogue of Life.